# Patricie Solaříková
Patricie Solaříková, provdaná Pagáčová, (* 19. prosince 1988 Praha) je česká herečka.

## Biografie
Vystudovala střední odbornou školu – management obchodu a služeb. V letech 2009–2010 absolvovala pomaturitní studium na Empire – jazykové škole. Od roku 2010 studovala Metropolitní univerzitu, obor humanitní studia. V roce 2014/2015 studium úspěšně ukončila.
V roce 1996 začala hrát v seriálu Ranč U Zelené sedmy Aničku Studničkovou, spolužačku a přítelkyni jednoho z hrdinů seriálu. Od roku 2005 do ledna roku 2019 hrála Terezu Jordánovou v seriálu Ulice. Podle svých slov odešla na vlastní žádost a po vzájemné přátelské domluvě. Do seriálu se poté vrátila v roce 2024.
Role v divadle: Dokonalá svatba, Doktor v nesnázích, Fantastická žena. Zahrála si ve videoklipu „Naše cesty“ Marka Ztraceného.
Moderovala pořad Jak to vidí MasterChef 2019. Je jedním z porotců v SuperStar 2020 a 2021. V roce 2020 se začala objevovat v seriálu Modrý kód, v roce 2021 pak také v seriálu Ordinace v růžové zahradě 2.
Od 6. dubna 2020 má na televizi Seznam společně se svou švagrovou Bárou Pagáčovou, cvičitelkou jógy, vlastní pořad Pagáč jóga. V roce 2021 spolu vydaly knihu Pagáč jóga.
V květnu 2018 si našla přítele Tibora Pagáče, od ledna 2019 byli zasnoubení a v červnu 2019 se vzali. Dne 23. května 2021 oznámila přes Instagram, že se jí narodila dcera Bibiana. V květnu 2024 manželé oznámili, že se rozešli a žijí odděleně, k rozvodu však nedošlo. Později se vrátila ke svému příjmení.

## Galerie

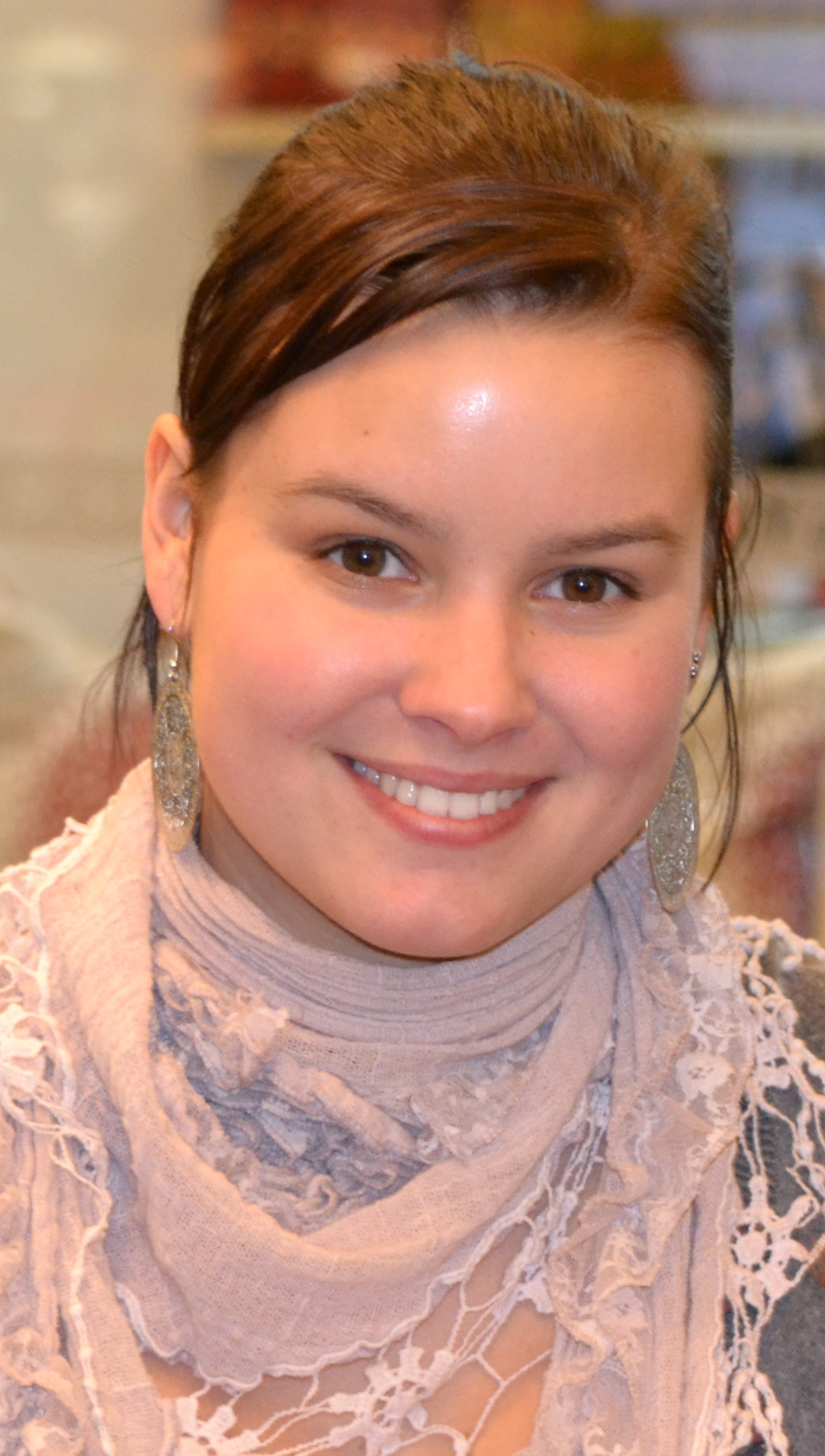
Na dobročinné akci v Praze v roce 2012
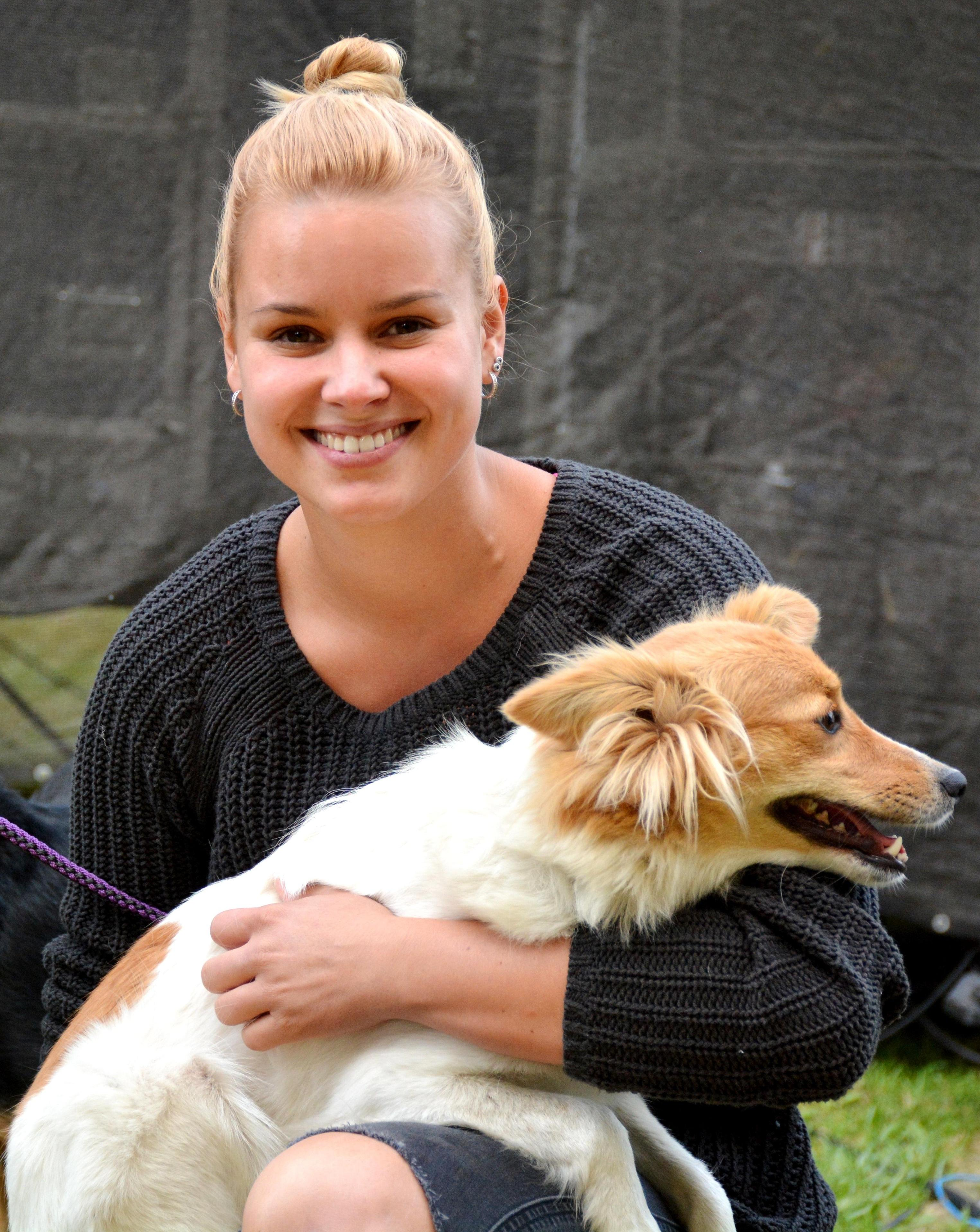
Na dobročinné akci Super Den 2016 Helppes v Praze
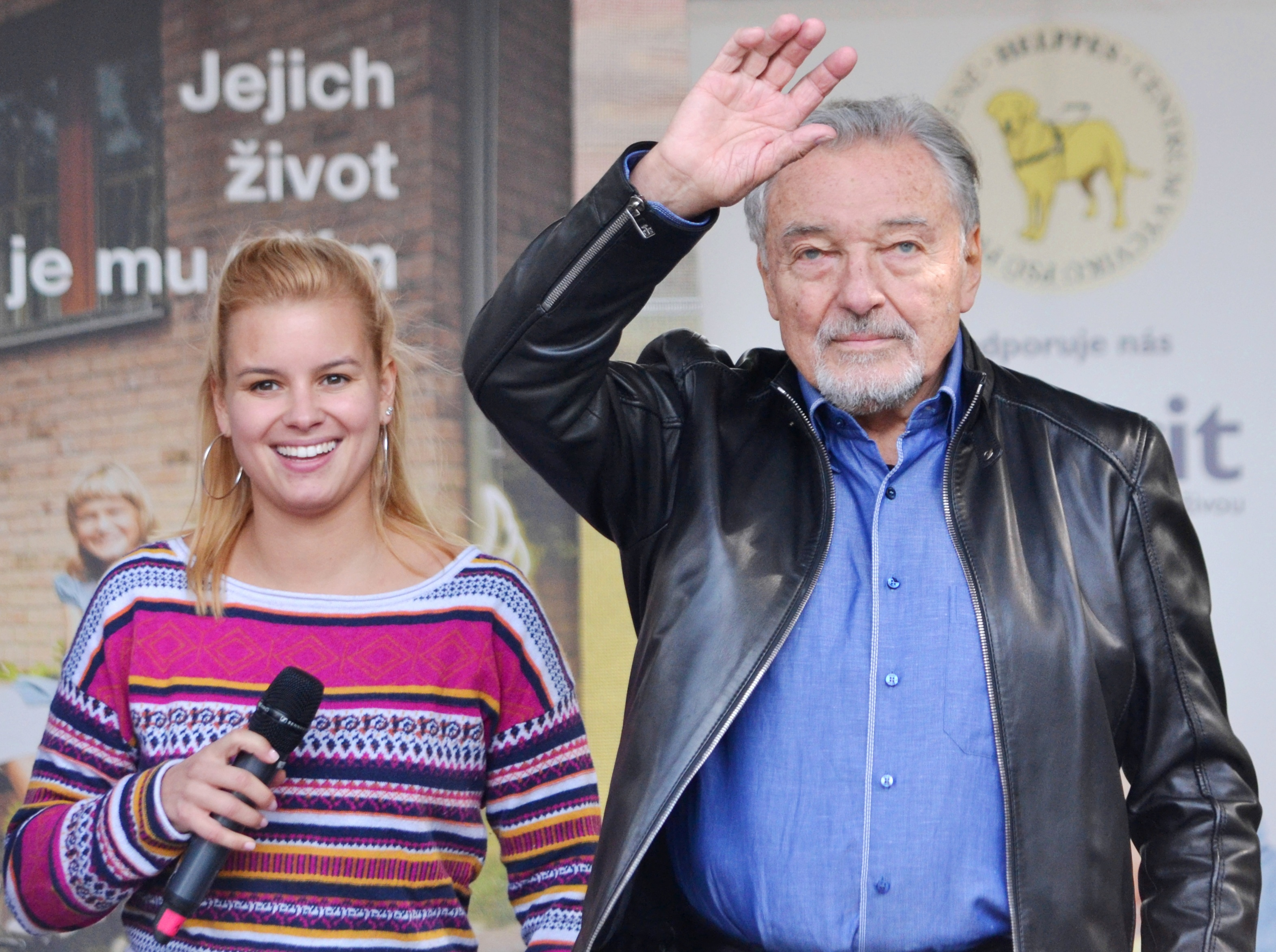
S Karlem Gottem na akci Super Den 2017 Helppes v Praze
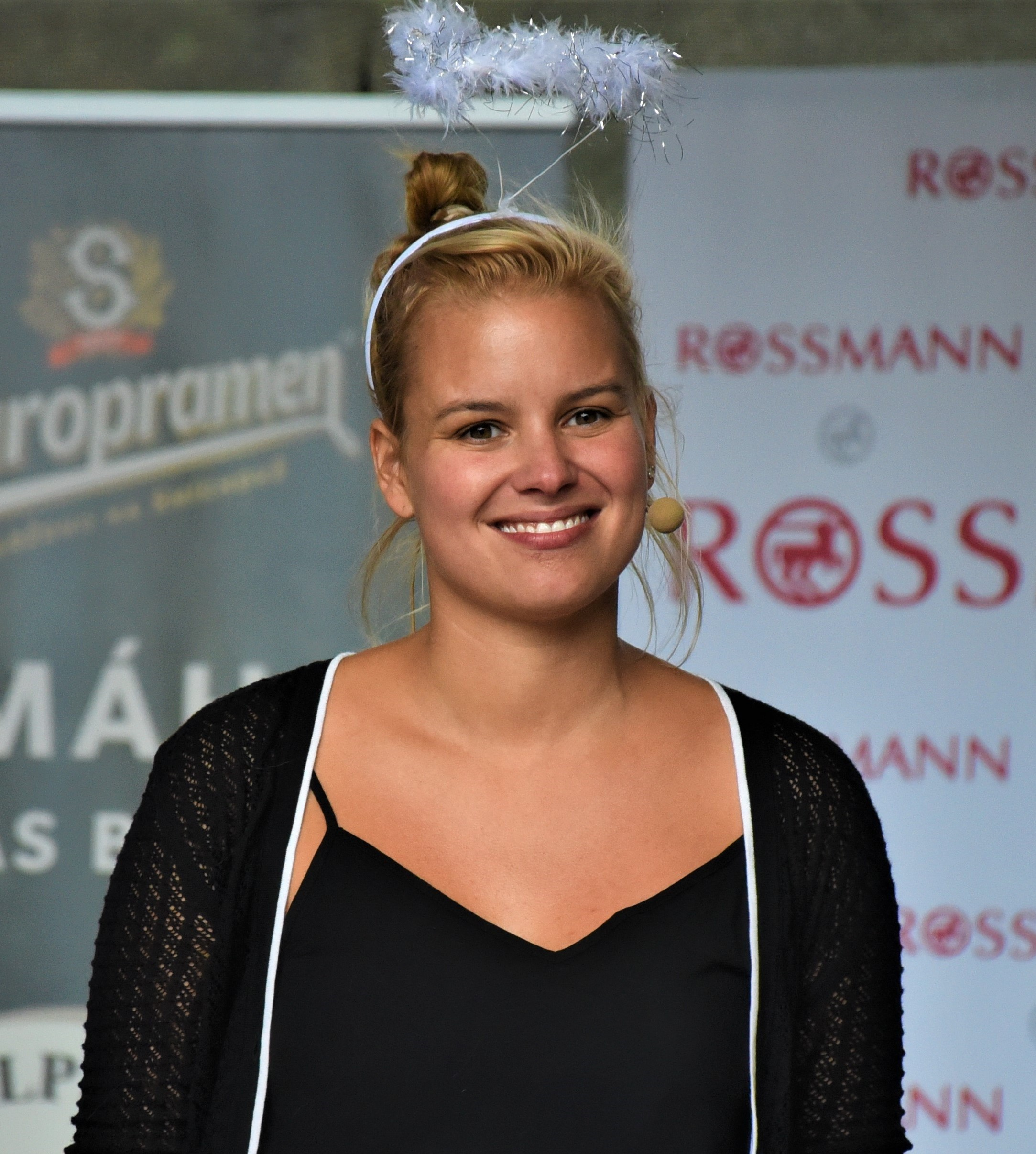
Na akci Super Den 2018 Helppes v Praze